# Gottfried Müller (Politiker)

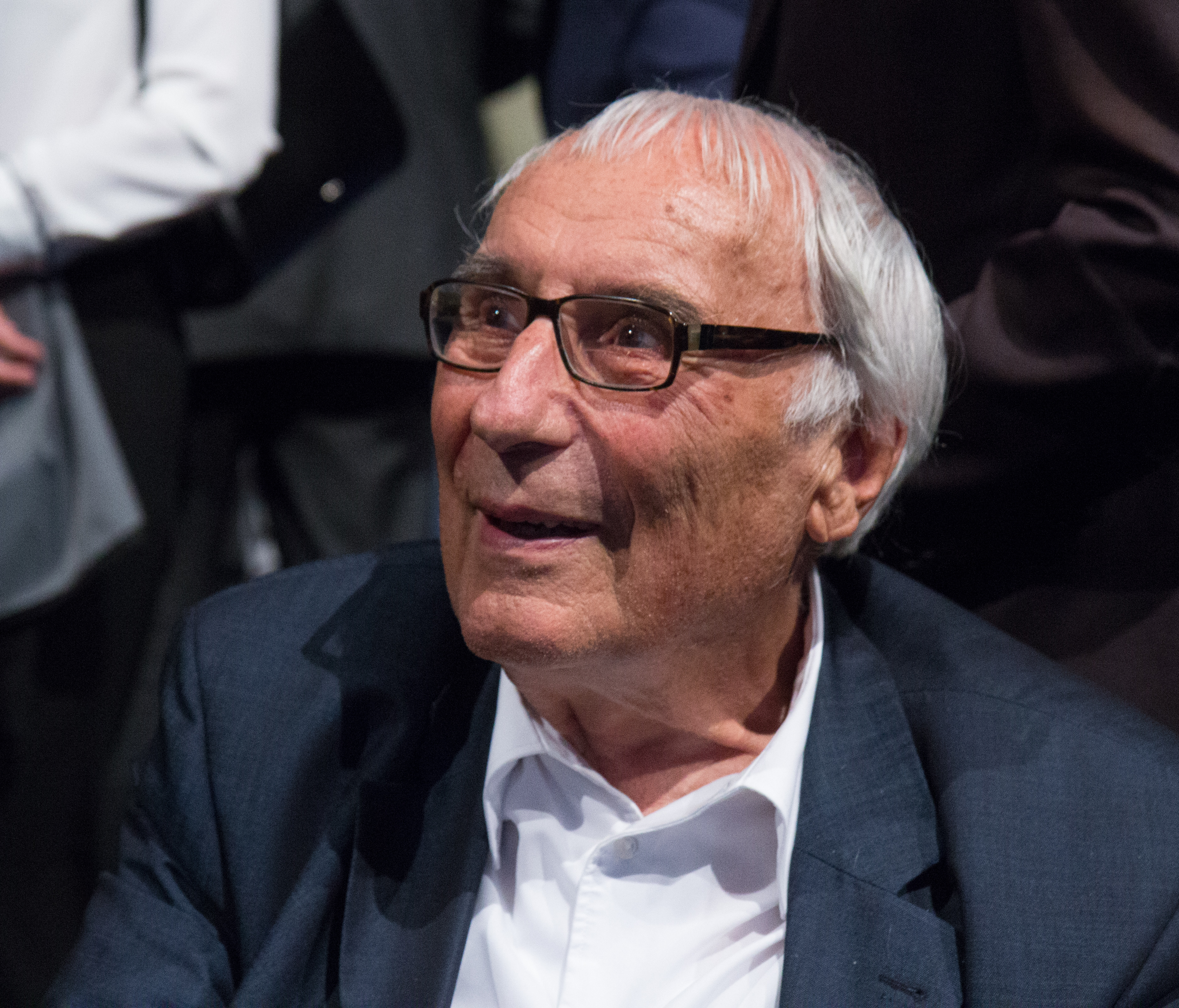
Gottfried Müller, 2017

Gottfried Bertold Paul Adolf Müller (* 16. August 1934 in Schweina) ist ein deutscher Theologe und ehemaliger Politiker (DDR-CDU, ab 1990 CDU). Er war Minister für Medienpolitik der DDR im Kabinett von Lothar de Maizière und späterer Landtagspräsident in Thüringen.

## Leben
Gottfried Müller studierte nach dem Abitur von 1953 bis 1960 evangelische Theologie an der Karl-Marx-Universität Leipzig und der Friedrich-Schiller-Universität Jena. 1964 promovierte er zum Doktor der Theologie. Von 1960 bis 1972 war er Pfarrer in verschiedenen Gemeinden der Evangelisch-Lutherischen Kirche in Thüringen. 1972 trat er der DDR-CDU bei und wurde Leiter der Altenburger Bibelanstalt. Von 1981 bis 1990 war er Chefredakteur der thüringischen Kirchenzeitung Glaube und Heimat und von 1987 bis April 1990 Leiter des Wartburg Verlags Jena. Müller war zeitweilig Mitglied des Kreisvorstandes Jena und des Bezirksvorstands Gera der Ost-CDU.
Gottfried Müller war Initiator und Haupt-Autor für den so genannten Brief aus Weimar (zusammen mit den drei weiteren Unterzeichnern Christine Lieberknecht, Martin Kirchner und der DDR-Rechtsanwältin Martina Huhn aus Bad Lausick), der die demokratische Erneuerung der DDR-CDU anmahnte und somit auch die Friedliche Revolution in der DDR ermöglichte. Von Dezember 1989 bis Oktober 1990 war er stellvertretender DDR-CDU-Vorsitzender und von April bis Oktober 1990 Minister für Medienpolitik der DDR.
Von Oktober 1990 bis Oktober 1994 war er Präsident des Thüringer Landtags und bis zum Ruhestand 1999 Präsident der Kirchen- und Klosterkammer in Erfurt.

## Werke (Auswahl)
Die Deutsche Nationalbibliothek listet zu diesem Gottfried Müller mehr als 50 Veröffentlichungen auf, deren Autor er ist bzw. an denen er mitgewirkt hat. Dazu gehören beispielsweise:
- Das Feuer brennt. Bericht über Dr. Martin Luther, Berlin 1963
- Das Rosenwunder. Bilder und Sagen aus Thüringen, Berlin 1967
- Taufwein aus dem Ritterkeller – Bilder und Sagen aus dem Gebiet zwischen Unstrut und Harz, 2. Auflage, Berlin 1985
- Der Trompetenengel, Berlin 1968
- Die Kirchenmaus, Berlin 1988